# Пікадеро
«Пікадеро» (ісп. Pikadero) — британсько-іспанський комедійно-драматичний фільм, знятий Беном Шерроком. Світова прем'єра стрічки відбулась 18 вересня 2015 на Сан-Себастьянському кінофестивалі. Також фільм показали в головному конкурсі 45-го Київського міжнародного кінофестивалю «Молодість».

## У ролях
- Хосеба Усабіаґа — Горка
- Барбара Ґоенаґа — Ане
- Ландер Отаол — Інакі
- Зорін Еґуілеор — Томас
- Іціар Лазкано — Ама
- Пейо Арнаес — Айта

## Визнання
| Нагороди та номінації фільму «Пікадеро» | Нагороди та номінації фільму «Пікадеро»         | Нагороди та номінації фільму «Пікадеро» | Нагороди та номінації фільму «Пікадеро» | Нагороди та номінації фільму «Пікадеро» | Нагороди та номінації фільму «Пікадеро» |
| Рік                                     | Нагорода                                        | Категорія                               | Номінант                                | Результат                               |                                         |
| --------------------------------------- | ----------------------------------------------- | --------------------------------------- | --------------------------------------- | --------------------------------------- | --------------------------------------- |
| 2015                                    | Сан-Себастьянський міжнародний кінофестиваль    | Найкращий баскський фільм               | «Пікадеро»                              | Номінація                               |                                         |
| 2015                                    | Сан-Себастьянський міжнародний кінофестиваль    | Найкращий новий режисер                 | Бен Шеррок                              | Номінація                               |                                         |
| 2015                                    | Цюрихський кінофестиваль                        | Найкращий дебютний фільм                | «Пікадеро»                              | Перемога                                |                                         |
| 2015                                    | Цюрихський кінофестиваль                        | Найкращий фільм                         | «Пікадеро»                              | Номінація                               |                                         |
| 2015                                    | Київський міжнародний кінофестиваль «Молодість» | «Скіфський олень» за найкращий фільм    | «Пікадеро»                              | Перемога                                |                                         |